# Grandas
Grandas (oficialmente en eonaviego: Grandas de Salime) es una villa de la parroquia de Grandas de Salime, en el concejo homónimo del Principado de Asturias, España.
La villa de Grandas es la capital del concejo de Grandas de Salime. Tiene una población de 524 habitantes (2009) y está situada a una altitud de 562 m. Es el núcleo de más población de todo el concejo, así como el aglutinador de la mayoría de la actividad económica y comercial de la zona, extendiendo su influencia hasta los concejos vecinos de Pesoz y Fonsagrada ya en la provincia de Lugo y con el que existe desde siempre un gran intercambio.